# Gisberto Vecchi
Gisberto Vecchi (Correggio, 8 febbraio 1911 – Correggio, 1º luglio 1944) è stato un partigiano italiano.

## Biografia
Di professione bracciante e residente a San Martino di Correggio, aderì al partito comunista nel 1931 e si avvicinò all'antifascismo durante il servizio militare, compiuto a più riprese negli anni tra il 1932 e il 1935. In quest'anno fu arrestato come membro di un'organizzazione comunista clandestina. Vecchi, infatti, operava tra i lavoratori delle Officine Meccaniche Reggiane e della Cooperativa muratori e braccianti di Carpi.
Per la sua attività politica fu deferito, con altri quattordici antifascisti, al Tribunale Speciale che, il 18 febbraio 1936, lo condannò a sette anni di carcere. Per sopravvenuta amnistia Vecchi non scontò tutta la pena e, appena rimesso in libertà, riprese il lavoro clandestino.
Nell'aprile 1939 fu di nuovo arrestato e sei mesi dopo tornò, con altri ventidue compagni, di fronte ai giudici fascisti. Questa volta la condanna fu a 12 anni di reclusione, che si ridussero a quattro soltanto perché il governo fascista cadde e sopravvenne l'armistizio.
Tornato libero, Vecchi fu tra i primi organizzatori della Resistenza nella provincia di Reggio Emilia, dove assunse con nome di battaglia "Giuseppe" il comando della 37ª brigata dei Gruppi di Azione Patriottica che fu molto attiva in città e in provincia.
Il 1º luglio 1944, durante un'azione volta al recupero di due mitragliatrici di un aereo caduto nelle campagne di Correggio, incappa in località Fosdondo insieme ad un compagno in una pattuglia di fascisti, che li fermano e perquisiscono. A questo punto Gisberto Vecchi, generosamente, attirò su di sé il fuoco dei fascisti. Cadde crivellato di colpi, per consentire la fuga all'altro compagno. Dopo la morte i fascisti impiccarono il cadavere di "Giuseppe" davanti alle scuole di Fosdondo, lasciandolo appeso fino al giorno successivo, come monito per gli abitanti della zona.